# Theater im Bunker

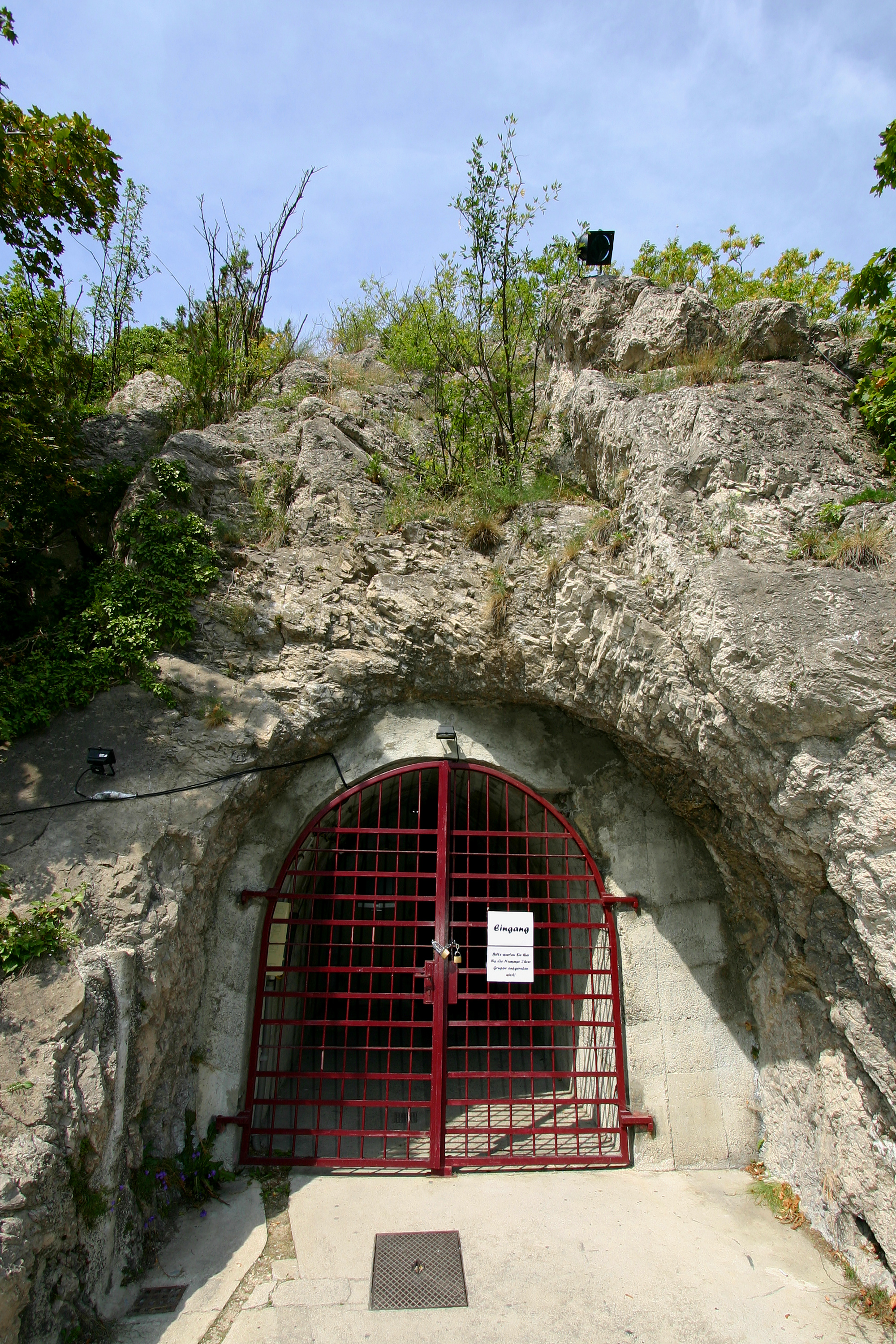
Eingang (Mundloch) des Theaters im Bunker

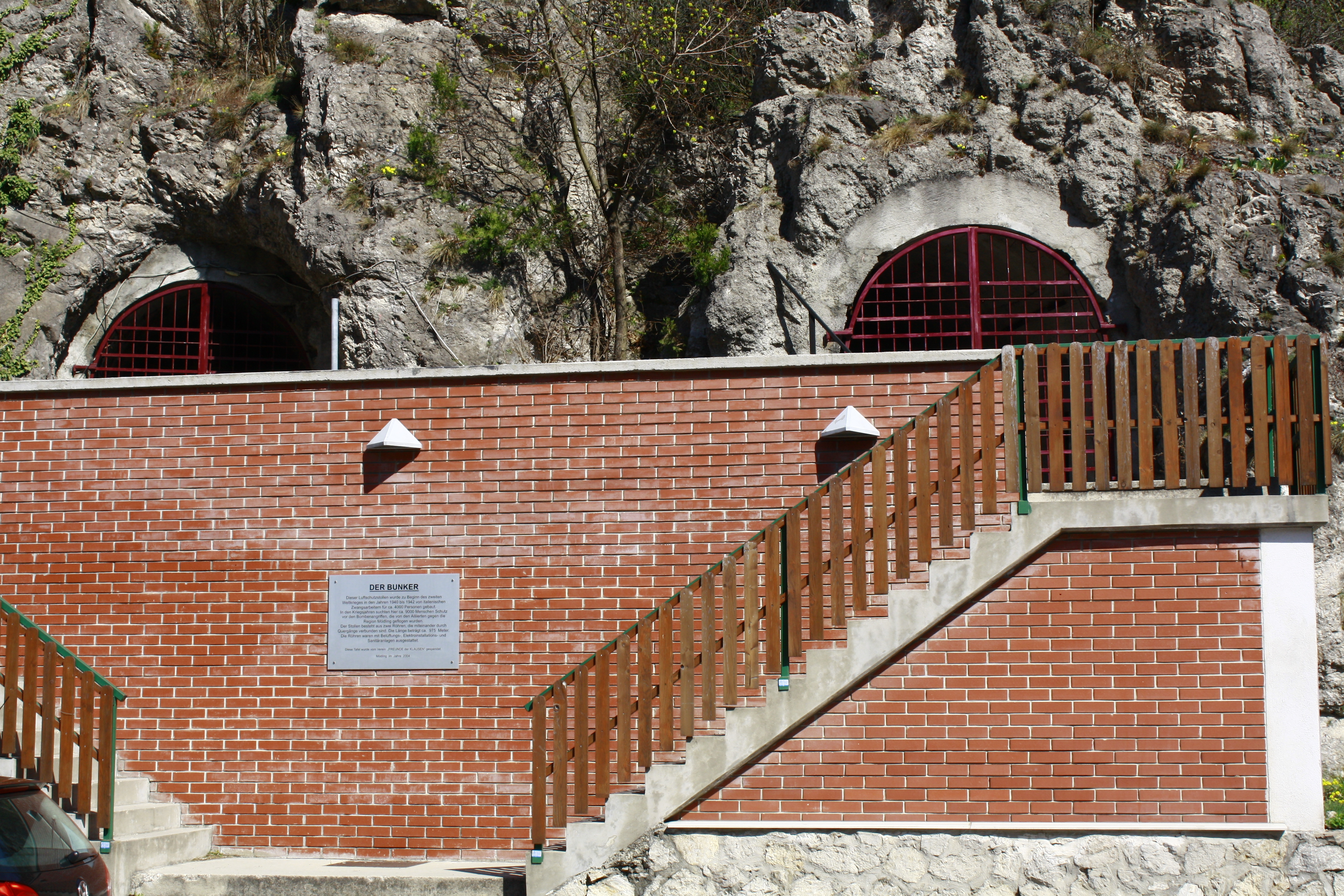
Aufgänge zum Theater

Das Theater im Bunker ist ein Stationentheater in Mödling, Niederösterreich.
Seit 1999 werden die ehemaligen Luftschutzstollen des 930 Meter langen Hohlraumsystems bespielt. Das Publikum durchwandert in kleinen Gruppen das System von Gängen und trifft dabei auf zahlreiche kurze Szenen, Räume und Installationen.
Das Theater im Bunker wurde von dem Regisseur, Theaterleiter und Autor Bruno Max gegründet und wird von seinem Theater zum Fürchten betrieben. Bisher waren zu sehen:
- 1999: Akte G. Grimm im Bunker.
- 2000: Unruhige Träume. Kafka im Bunker.
- 2001: Herz-Stich. Nestroy im Bunker.
- 2002: Professor Freud erfindet den Sex.
- 2003: Tote Seelen. Ganz Russland im Bunker.
- 2004: Alice Underground. Carroll im Bunker.
- 2005: Die letzten Tage der Menschheit.
- 2006: Angels all over.
- 2007: Sevens Sins.
- 2008: Alles. Ausser. Irdisch.
- 2009: Ferdinand. Wie ein Toller Hund.
- 2010: Maikäfer flieg. Zwanzig Märchen aus einer Bombennacht.
- 2011 und 2012: Verräterisches Herz. Edgar Allan Poe im Bunker.
- 2013: Peer, du lügst! Die ausgedachten Leben des Peer Gynt.
- 2014 und 2015: Inferno. Nachrichten aus der Hölle.
- 2016 und 2017: Nacht.Stücke. Die seltsamen Leiden des E.T.A. Hoffmann.
- 2018 und 2019: Karl MayBe. Mit Schmetterhand und Silberbüchse.
- 2020 und 2021: UTOPIA. Schöne Neue Welt(en). Im Bunker.
- 2022: Abgesagt wegen Corona.
- 2023 und 2024: Aventura. Von den Abenteuern im Kopf und anderswo.
- 2025: Horrible Habsburger! Sechshundert Jahre Sex & Crime & Kaiserschmarrn. Im Bunker.

Der Bunker wurde in den Kriegsjahren unter anderem von italienischen Zwangsarbeitern errichtet und diente während der alliierten Bombenangriffe bis zu 8000 Personen als Zufluchtsort. Er galt als der sicherste Luftschutzraum im Süden Wiens während der rund 160 Bombenangriffe.